# Chikako
Chikako, comúnmente conocida como Princesa Kazu (和宮 親子内親王 Kazu-no-miya Chikako Naishinnō?,  1 de agosto de 1846 - 2 de septiembre de 1877) fue la esposa del 14.º Shōgun Iemochi Tokugawa. Después de tonsurarse como viuda recibió el nombre de Señora Seikan'in no miya.
Fue la hija más joven del Emperador Ninkō y su concubina, Hashimoto Tsuneko -rebautizada con el nombre de Retirada Kangyouin (観行院) después de tonsurarse como viuda. Fue la hermana más joven del Emperador Kōmei. Unos cuantos meses después de su nacimiento, su padre, el Emperador Ninkō, murió inesperadamente. Nacida el 1 de agosto de 1846, su fecha de nacimiento oficial fue cambiada al 3 de julio porque se consideraba que emplear la fecha de nacimiento real era de mal augurio, y más aún con la muerte de su padre unos meses más tarde.
Poseía unas dotes excelentes en caligrafía y fue muy altamente considerada por ser una poetisa del género waka.

## Matrimonio
En 1851, Chikako fue prometida en matrimonio al Príncipe Arisugawa Taruhito (有栖川宮熾仁親王). Aun así, este compromiso fue roto posteriormente cuando la Corte Imperial necesitó establecer un matrimonio político con el Shogunato Tokugawa. Tal matrimonio fue arreglado por el rōjū Yō Nobumasa y Kuze Hirochika para establecer una reconciliación entre la Corte Imperial y el Shogunato, pero el candidato original falleció en 1861. Posteriormente, el Shogunato pidió a la corte un matrimonio real entre la Princesa Kazu y el Shogun Iemochi Tokugawa.
Inicialmente, la Princesa Kazu rechazó la oferta de matrimonio y su hermano, el Emperador Komei rechazó la petición del Shogunato declarando que ella ya estaba comprometida y no quería abandonar Kioto y que, como cualquier mujer japonesa, su propia hermana no podía ser obligada a casarse con alguien que ella no deseaba, incluso por orden imperial. Aun así, su madre la persuadió a ella y a su hermano para acceder a la petición. Finalmente, el Emperador Komei aceptó la propuesta si, a cambio, el Shōgun repudiaba el tratado de comercio con los Estados Unidos y regresaba a la política aislacionista anterior.
Para convencer a Chikako, le dijeron que si se negaba el Emperador Komei abdicaría, a cambio otro miembro de la familia imperial sería escogido como emperador, y que ella tendría que tomar los votos de monja. Bajo esta presión familiar, Chikako finalmente aceptó, pero con la condición de que llevaría el mismo estilo de vida en Edo que el que llevaba en Kioto. Entonces, el Emperador Komei hizo heredera a su hermana.
En 1862, Chikako, su madre Kangyouin y su dama de compañía Niwata Tsuguko se trasladaron al Castillo de Edo con un gran número de damas de compañía. A causa de la preocupación por posibles ataques de los enemigos del Shogunato Tokugawa, se movilizaron las fuerzas de seguridad de docenas de han para proteger la comitiva.
La ceremonia de matrimonio se celebró el 11 de febrero de 1862. Esta ceremonia fue diferente de las anteriores celebradas por los Shogun Tokugawa: habiendo sido nombrada heredera por su hermano antes de dejar Kioto, Chikako superaba en rango a su marido así como a su suegra, Tenshoin. Además, Chikako mantuvo las costumbres del palacio imperial, lo que le provocó grandes problemas con su suegra. A pesar de esto, aparentemente gozó de una relación muy buena con su marido y se les considera la pareja más cercana de todos los Shoguns Tokugawa y, además, Iemochi nunca tomó ninguna concubina. Finalmente, Tenshoin se reconciliaría con Chikako y dio la orden de que se dirigieran a ella con el nombre de "Kazu-no-Miya-sama", oponiéndose al tradicional "Midai-sama".

## Monja budista
Una serie de tragedias golpearon a Chikako entre 1865 y 1867. Su madre, quién la acompañó hasta Edo, murió el 10 de agosto de 1865, seguida por su marido, el Shōgun Iemochi, que falleció en Osaka mientras se encontraba comandando la Expedición Chōshū el 20 de julio de 1866. Chikako se tonsuró el cabello y realizó sus votos como monja budista, recibiendo el título de Seikan'en-no-miya (静寛院宮), el 9 de diciembre de 1866. Semanas más tarde su hermano, el Emperador Komei, también fallecería.
La muerte del Shōgun Iemochi puso el punto final a su breve matrimonio, quedando sin descendencia. Cuando Iemochi falleció, por voluntad de éste, Tokugawa Iesato viajó hacia Edo para tomar el mando del Shogunato, y el rōjū le consultó sobre el asunto. Chikako se opuso a tener alguien tan joven como Shōgun durante esos tiempos tan turbulentos, en cambió apoyó a Yoshinobu Tokugawa, quien sería el último Shōgun Tokugawa.
Durante la Restauración Meiji, Chikako y su suegra, Tenshoin, ayudaron en la negociación de la rendición pacífica del Castillo Edo. Ellas fueron, por tanto, instrumentos para mantener el apellido de la familia Tokugawa. Después de la rendición del Shōgun, Chikako regresó, de forma breve, a Kioto. Pero después de que el Emperador Meiji trasladara la corte imperial a Tokio (el anterior Edo), él y su tío la persuadieron para que se trasladara con ellos.
Chikako regresó a Tokio (Edo, durante el Shogunato Tokugawa) en 1874 y tomó como residencia la casa de Katsu Kaishu, en la mansión en Azabu ichibei-cho. Permaneció allí hasta su muerte en 1877, a causa de beriberi, a la edad de 31 años. Su tumba se encuentra en Zōjō-ji, Minato, Tokio.